# José Ramón Olarieta Alberdi
José Ramón Olarieta Alberdi   (Barakaldo, 3 d'abril de 1963), conegut simplement com a Joserra Olarieta, és un enginyer agrònom i professor d'Edafologia i Química Agrícola a l'Escola Tècnica Superior d'Enginyers Agrònoms de la Universitat de Lleida.
És membre de la plataforma Som lo que Sembrem, així com de l'Assemblea Pagesa. Va participar activament en el Multireferèndum, un referèndum popular múltiple celebrat a Catalunya el 25 de maig de 2014 amb motiu de les eleccions al Parlament Europeu.
És doctor en el seu àmbit. Ha escrit sobre el model agrari actual i sobre els conreus transgènics, contra els quals s'ha posicionat públicament a partir d'una visió crítica sobre la necessitat i la seguretat d'aquests cultius. També està interessat en la genètica i la composició del sòl.

## Obra publicada
- Transgénicos, ¿de verdad son seguros y necesarios? (2018)
- Agricultura campesina: otro modelo de desarrollo (2002)
- Les etapes de la construcció del territori a Catalunya (coautor, 2013)